# Viktor Dobal
Viktor Dobal (11. března 1947 Nitra - 7. února 2008) byl český politik, v 90. letech 20. století poslanec České národní rady a Poslanecké sněmovny za Občanské fórum, později za ODA.

## Biografie
V roce 1970 dostudoval Vysokou školu chemicko-technologickou v Praze. V 60. a 70. letech byl aktivní při rozšiřování samizdatové literatury. Překládal ruské zakázané autory. V říjnu 1988 patřil mezi zakladatele Hnutí za občanskou svobodu. Byl ženatý, měl dceru a pět synů.
Po sametové revoluci se v únoru 1990 stal poslancem České národní rady v rámci procesu kooptace do ČNR (formálně jako bezpartijní, ovšem v rámci Občanského fóra). Mandát obhájil ve volbách v roce 1990 za Občanské fórum (volební obvod Praha), v jehož rámci tvořil skupinu politiků Občanské demokratické aliance. Byl zakládajícím členem ODA. Mandát v ČNR obhájil ve volbách v roce 1992 za ODA (volební obvod Západočeský kraj). Zasedal v ústavně právním výboru. Od vzniku samostatné České republiky v lednu 1993 byla ČNR transformována na Poslaneckou sněmovnu Parlamentu České republiky. V ní setrval do konce funkčního období, tedy do voleb v roce 1996. Byl místopředsedou poslaneckého klubu ODA.
V parlamentu se angažoval v otázce církevních restitucí a restitucí židovského majetku. V únoru 1996 byl aktérem rozruchu ve sněmovně, když v reakci na návrh komunistů na uzákonění češtiny jako státního jazyka přednesl svůj projev ve slovenštině. V sněmovních volbách roku 1996 neúspěšně kandidoval za ODA jako druhý na její západočeské kandidátní listině. Předsedal zároveň západočeské oblastní organizaci ODA. Po neúspěchu ve volbách odmítl, že by uvažoval o kandidatuře do senátu, ale potvrdil, že se nadále chce angažovat v politice. Následně se ve druhé vládě Václava Klause stal náměstkem ministra bez portfeje Pavla Bratinky.
Později v 2. polovině 90. let v rámci štěpení ODA byl představitelem pravicové frakce a pak spoluzakládal novou pravicovou formaci Strana konzervativní smlouvy. V komunálních volbách roku 1998 za tuto stranu neúspěšně kandidoval do zastupitelstva hlavního města Praha.
V roce 2001 se podílel na vzniku sdružení Česko-německá vzájemnost, které požadovalo přehodnocení Benešových dekretů.